# 17e régiment d'infanterie du Vermont
Pour les articles homonymes, voir 17e régiment.
Le 17e régiment d'infanterie du Vermont (17th Regiment, Vermont Volunteer Infantry) est un régiment d'infanterie d'une durée de trois ans, de l'armée de l'Union pendant la guerre de Sécession. Il sert dans le IXe corps sur le théâtre oriental de mars 1864 à juillet 1865.
Le régiment entre au service des États-Unis par compagnies entre mars et août 1864 à Brattleboro, au Vermont.
Francis V. Randall, un vétéran des 2nd Vermont Infantry et 13th Vermont Infantry, est colonel et commandant du régiment. Charles Cummings et Lyman Enos Knapp sont lieutenants-colonels. James Stevens Peck, un vétéran du 13th Vermont, est adjudant régimentaire avec le grade de commandant. Stephen F. Brown, un vétéran du 13th Vermont, est nommé capitaine et commandant de la compagnie A.
Il est engagé dans, ou présent, la bataille de la Wilderness, à Spotsylvania, à North Anna, à Totopotomoy Creek, à Cold Harbor, à Petersburg, à Weldon Railroad, à Poplar Spring Church, et à Hatcher's Run lors de la campagne de l'Overland.
Le régiment perd pendant le service : 133 hommes tués et blessés mortellement, 3 sont morts d'un accident, 33 sont morts dans des prisons confédérées, et 57 sont morts de maladie ; pour un total des pertes s'élevant à 226.
Le régiment quitte le service le 14 juillet 1865.